# Улица Алексея Громова
У́лица Алексе́я Гро́мова — одна из старейших центральных улиц города Ртищево. Проходит от Советской улицы до посёлка Выдвиженец Ртищевского района.

## История
Одна из старейших улиц города, упоминается в документах БТИ с 1897 года. Земля арендовалась у крестьян Шуклинского и Дубасовского (с 1911 года земля АО «Братья Барсельман») крестьянских обществ. Первоначально улица носила название Ново-Почтовая. В 1923 году, после переименования Старо-Почтовой улицы в Пугачёвскую, приставка Ново- перестала употребляться и улица стала просто Почтовой. 26 октября 1967 года в ознаменовании 50-летия Октябрьской революции улица была переименована в Коммунистическую, а 24 января 2002 года — в улицу имени Алексея Громова, в память об ушедшем из жизни главе ОМО Ртищевского района Алексее Алексеевиче Громове (1943—2001).

### Улица Летний Сад
Улица Летний Сад была одной из старейших улиц города Ртищево. Она упоминается в документах БТИ с 1894 года. Своё название получила от находившегося поблизости небольшого поселкового (позднее — городского) общественного сада, первого в Ртищево. В 1962 году большая часть домов этой улицы была включена в состав новообразованной улицы Радищева. 4 ноября 1987 года по просьбе граждан улица Летний Сад была упразднена, а дома включены в состав улицы Коммунистической (ныне Алексея Громова).

## Здания и сооружения
Улица имеет смешанную застройку. В начале улицы на чётной стороне находится овощной рынок (открыт в 2001 году), кроме того, на улице расположены следующие здания и сооружения:
- по нечётной стороне:
  - № 5 — Центральная районная библиотека им. М. Горького (открылась в феврале 1960 года)
  - № 11 — Ритуальное агентство «Доверие» (ранее в этом же здании располагалась редакция газеты «Город в час пик»)
  - № 33 — Ртищевский отдел вневедомственной охраны
- по чётной стороне:
  - № 12 — Центральная детская библиотека им. А. С. Пушкина (открылась в феврале 1967 года)
  - № 62 — Детский сад № 2 «Колокольчик» (до января 1957 года в этом здании располагалась поселковая (затем городская) почта; детский сад закрылся в 2009 году)
  - № 116а — Кафе «Каспий» (б. «Алёнушка»; открылось в январе 1966 года)
  - № 120 — Ртищевский цех воронежской дистанции защитных лесонасаждений